# Lindy van Anrooij
Lindy van Anrooij (Goes, 8 juli 1996) is een voormalig triathlete en veldrijdster uit Nederland. Als triathlete werd ze bij de junioren twee keer wereldkampioene, drie keer Europees kampioene en vier keer kampioene van Nederland. Vanaf 2015 legde zich toe op het veldrijden waarin ze steevast in de top 20 reed. Een rugblessure dwong haar om te stoppen.

## Triathlon
In 2015 won ze de prijs van sporttalent van Zeeland.

## Veldrijden
Van Anrooij koos in 2015 voor het veldrijden. Ze begon bij de ploeg Jos Feron Lady Force. In de winterseizoenen van 2017-2018 en 2018-2019 reed ze bij Cycling.be-Alphamotorhomes. In 2019 reed ze voor Illi Bikes Cycling Team en in 2020 voor Starcasino CX Team. Haar laatste actieve seizoenen reed ze opnieuw voor Proximus-Alphamotorhomes-Doltcini CT.
Bij de Nederlandse kampioenschappen veldrijden 2017 en 2018 werd ze vijfde bij de beloften. Bij de NK 2020 behaalde ze de achtste plaats bij de elite.
In oktober 2016 won ze de Cyclo-cross de Balan Ardennes (C2) bij de elite. In december van dat jaar werd ze achter Joyce Vanderbeken tweede in Bensheim bij de GGEW Grand Prix. In 2019 werd ze achter Alicia Franck tweede bij de eerste ronde van de National Trophy Series 2019-2020 in Derby.
In september 2021 kreeg ze rugklachten die haar dwongen om rust te nemen. De pijn ging niet volledig weg en dat betekende het einde van haar eigen sportcarrière. Ze bleef wel bij de sport betrokken als verzorger van haar zus en vriend.

## Privé
Lindy is de zus van Shirin van Anrooij en vriendin van Mees Hendrikx.